# Serralunga d'Alba
Serralunga d'Alba es una localidad y comune italiana de la provincia de Cuneo, región de Piamonte, con 509 habitantes.

## Evolución demográfica
| Gráfica de evolución demográfica de Serralunga d'Alba entre 1861 y 2001 |
|                                                                         |
| Fuente ISTAT - elaboración gráfica de Wikipedia                         |